# Posłuchaj to do ciebie
Posłuchaj to do ciebie – drugi album zespołu Kult, wydany w 1987 roku nakładem Klubu Płytowego Razem.
Zawiera takie utwory jak „Wódka”, czy „Hej, czy nie wiecie”. Na płycie znajduje się również jedna piosenka w języku angielskim, choć tytuł jest zapisany po polsku – „Gdziekolwiek idę, z tobą chcę iść”. W 1992 pojawiła się reedycja CD, na której dodano utwory z singla „Piloci / Do Ani”, „Piosenkę młodych wioślarzy” ze składanki Tonpressu, utwory odrzucone w 1987 roku przez cenzurę i inną wersję „Wódki”. Do utworów „Piosenka młodych wioślarzy” i „Polska” nakręcono teledyski, odpowiednio w 1985 i 1992 roku. Okładkę płyty zaprojektował Piotr Mateńko wraz z Piotrem Zambrowiczem, ten drugi odpowiedzialny był również za wykonanie zdjęć, które pojawiają się właśnie na okładce.

## Lista utworów

### Tytuły na wydaniu winylowym Klubu Płytowego Razem
Źródło:.
| strona A | strona A                                                                          | strona A |
| Nr       | Tytuł utworu                                                                      | Długość  |
| -------- | --------------------------------------------------------------------------------- | -------- |
| 1.       | „Na całym świecie źle się dzieje koledzy” (słowa: Kazik Staszewski, muzyka: Kult) | 5:14     |
| 2.       | „Hej, czy nie wiecie” (słowa: Kazik Staszewski, muzyka: Kult)                     | 5:20     |
| 3.       | „Post” (słowa: Kazik Staszewski, muzyka: Kult)                                    | 2:45     |
| 4.       | „Kult” (słowa: Kazik Staszewski, muzyka: Kult)                                    | 3:39     |
| 5.       | „Totalna stabilizacja” (słowa: Janusz Grudziński, muzyka: Kult)                   | 2:02     |
|          |                                                                                   | 19:00    |

| strona B | strona B                                                                    | strona B |
| Nr       | Tytuł utworu                                                                | Długość  |
| -------- | --------------------------------------------------------------------------- | -------- |
| 1.       | „Narodzeni na nowo” (słowa: Kazik Staszewski, muzyka: Kult)                 | 3:59     |
| 2.       | „Umarł mój wróg” (słowa: Kazik Staszewski, muzyka: Kult)                    | 2:38     |
| 3.       | „Elektryczne nożyce” (słowa: Kazik Staszewski, muzyka: Kult)                | 3:11     |
| 4.       | „Spokojnie” (słowa: Kazik Staszewski, muzyka: Kult)                         | 4:01     |
| 5.       | „Rozmyślania wychowanka” (słowa: Kazik Staszewski, muzyka: Kult)            | 2:25     |
| 6.       | „Gdziekolwiek idę, z tobą chcę iść” (słowa: Kazik Staszewski, muzyka: Kult) | 3:08     |
|          |                                                                             | 19:22    |

### Płyta CD
Źródło:.
| Nr  | Tytuł utworu                                                                | Długość |
| --- | --------------------------------------------------------------------------- | ------- |
| 1.  | „Piosenka młodych wioślarzy” (słowa: Kazik Staszewski, muzyka: Kult)        | 3:18    |
| 2.  | „Piloci” (słowa: Kazik Staszewski, muzyka: Kult)                            | 3:44    |
| 3.  | „Do Ani” (słowa: Kazik Staszewski, muzyka: Kult)                            | 4:11    |
| 4.  | „Polska” (słowa: Kazik Staszewski, muzyka: Kult)                            | 5:24    |
| 5.  | „Babilon” (słowa: Kazik Staszewski, muzyka: Kult)                           | 4:32    |
| 6.  | „Taniec wielki” (słowa: Kazik Staszewski, muzyka: Kult)                     | 3:41    |
| 7.  | „Wódka” (słowa: Kazik Staszewski, muzyka: Kult)                             | 5:15    |
| 8.  | „Hej, czy nie wiecie” (słowa: Kazik Staszewski, muzyka: Kult)               | 5:21    |
| 9.  | „Post” (słowa: Kazik Staszewski, muzyka: Kult)                              | 2:45    |
| 10. | „Kult” (słowa: Kazik Staszewski, muzyka: Kult)                              | 3:40    |
| 11. | „Totalna stabilizacja” (słowa: Janusz Grudziński, muzyka: Kult)             | 2:02    |
| 12. | „Narodzeni na nowo” (słowa: Kazik Staszewski, muzyka: Kult)                 | 3:59    |
| 13. | „Umarł mój wróg” (słowa: Kazik Staszewski, muzyka: Kult)                    | 2:39    |
| 14. | „Elektryczne nożyce” (słowa: Kazik Staszewski, muzyka: Kult)                | 3:12    |
| 15. | „Spokojnie” (słowa: Kazik Staszewski, muzyka: Kult)                         | 4:02    |
| 16. | „Rozmyślania wychowanka” (słowa: Kazik Staszewski, muzyka: Kult)            | 2:06    |
| 17. | „Gdziekolwiek idę, z tobą chcę iść” (słowa: Kazik Staszewski, muzyka: Kult) | 3:09    |
| 18. | „Wódka (inna wersja)” (słowa: Kazik Staszewski, muzyka: Kult)               | 5:12    |
|     |                                                                             | 1:08:12 |

## Wykonawcy
Źródło:.
- Kazik Staszewski – saksofon, programowanie perkusji, instrumenty klawiszowe, śpiew
- Janusz Grudziński – gitara, instrumenty klawiszowe, wiolonczela, śpiew
- Ireneusz Wereński – gitara basowa
- Paweł Szanajca – saksofon
- Tadeusz Kisieliński – perkusja

oraz gościnnie:
- Kostek Joriadis – trąbka, kongi, cow-bells, instrumenty klawiszowe
- Jacek Kufirski – programowanie perkusji, gitara